# Heinrich vom Kolke
Heinrich vom Kolke (* 28. September 1821 in Steele; † 2. November 1856) war ein deutscher Physiker und Lehrer.

## Leben
Seine Eltern waren Guilelmo vom Kolke und Sophia Tiemann (1796–1878) in Steele. Er erhielt sein Reifezeugnis am Königlichen Gymnasium  in Essen und studierte anschließend Mathematik und Naturwissenschaften in Bonn. Nach dem Studium wurde er  1852 als Lehrer der Mathematik, Physik und Chemie an die höheren Höhere Bürgerschule zu Aachen, dem späteren Couvengymnasium, berufen.

## Forschung
1848 schrieb er seine Dissertation De nova magnetismi intensitatem metiendi methodo ac de rebus quibusdam hac methodo inventis über die Bestimmung der Tragkraft von Magneten.
Seine Forschungen und Messungen galten als führend in Bereich der Bestimmung der Intensität des Magnetismus. Er veröffentlichte seine Forschungen in den Annalen der Physik. Seine Methoden waren in der Wissenschaft aber nicht unumstritten.